# البليدة (الجيزة)
قرية البليدة هي إحدى القرى التابعة لمركز العياط في محافظة الجيزة في جمهورية مصر العربية. حسب إحصاءات سنة 2006، بلغ إجمالي السكان في البليدة 10765 نسمة، منهم 5649 رجل و5116 امرأة.